# Teatro México (Corredor Ecovía)
Teatro México es la decimoséptima estación del sistema integrado Ecovía inicialmente inaugurada en el año 2007 bajo el nombre de Pobre Diablo cuya iconografía era la silueta de un diablo algo animado y caricaturesco, el andén fue llamado así debido a que antiguamente al sector donde se levanta la parada llevaba ese nombre, esta estación funcionó hasta cerca del año 2010 donde se operaba el antiguo C1 que avanzaba desde este punto hasta el sector de la Plaza Argentina, donde se utilizaban los articulados volvo, este andén junto con toda la extensión hasta el andén El Censo fueron cerrados por problemas en la circulación.
En el año 2012 el andén junto con el resto de paradas asentadas en la avenida Napo fueron reabiertas como parte de la extensión sur del sistema Ecovía, actualmente la estación tiene el nombre de Teatro México tanto en honor a la ciudadela México como al Teatro que se encuentra cerca del andén, dicho teatro forma parte de la Fundación Teatro Nacional Sucre, siendo un destacado e importante escenario cultural de la capital, fue creado con la finalidad de promover la difusión y creación de diversos eventos artísticos, por ello la iconografía actual de dicho andén es el logo del mismo Teatro México, el andeén de igual manera tiene una extensión relativamente larga.